# Schüco
Schüco International KG is een leverancier van bouwmaterialen dat met name ramen, deuren en gevels produceert, evenals advies levert voor architecten, investeerders en bouwers. De Schüco Groep is actief in 80 landen.

## Geschiedenis
Het bedrijf werd in 1951 opgericht door Heinz Schürmann als metaalconstructiebedrijf voor etalages met zes medewerkers in Porta Westfalica onder de naam Heinz Schürmann & Co. In 1964 werd het bedrijf overgenomen door de firma Otto Fuchs. Schüco bleef echter een zelfstandig opererend bedrijf. In de jaren tachtig werd Schüco internationaler met licentiehouders in Europa. Het bedrijf breidde ook zijn productportfolio uit met systemen van kunststof. In 2005 werd het Schüco Technology Center opgericht als gecertificeerd testlaboratorium en in 2012 uitgebreid om te kunnen voldoen aan de verhoogde prestatie-eisen.
In 2016 was er een omvangrijke uitbreiding van het terrein in Bielefeld. In 2017 ging het bedrijf een samenwerking aan met het WWF om de bouwsector verder te verduurzamen. In 2018 nam Schüco een belang in Sälzer GmbH in Marburg en verwierf Soreg AG in Zwitserland. In 2022 werden de bouwwerkzaamheden op de locatie in Bielefeld, die zes jaar eerder waren begonnen, voltooid en werden de nieuwe gebouwen daar geopend.

## Locaties
Naast het hoofdkantoor in Bielefeld is Schüco vertegenwoordigd op vijf locaties in Duitsland:
- Borgholzhausen (Noordrijn-Westfalen)
- Frankfurt am Main (Hessen)
- Hamburg
- Weißenfels (Saksen-Anhalt)
- Wertingen (Beieren)

Schüco heeft ook showrooms in Berlijn, Bielefeld, Düsseldorf, Frankfurt am Main, Hamburg, Weißenfels bij Leipzig en Wertingen bij München.
Naast Duitsland heeft Schüco vestigingen in 46 landen waaronder Nederland.

## Producten
Schüco International KG ontwikkelt en verkoopt systemen voor gevels, zoals voor een- en meergezinswoningen, commerciële en industriële gebouwen. Het bedrijf heeft haar activiteiten onderverdeeld in de divisies metaalconstructie (aluminium en staal) en kunststof. Het productassortiment omvat profiel- en accessoiresystemen voor de constructie van ramen, deuren, gevels en serres. Daarnaast zijn er balkon-, brand- en rookbeveiligingssystemen evenals inbraak-, kogel- en explosiewerende systemen en producten voor ruimte- en gebouwautomatisering.

## Onderscheidingen
- 2014: Rudolf Diesel-medaille voor de meest duurzame innovatieve prestatie - Voor het eerst in zijn geschiedenis heeft het Duitse Instituut voor Uitvindingen e.V. (DIE) een bedrijf in de bouwsector dit toegewezen.[3]
- 2014: Architects Partner Awards met gouden trofee in de categorie ramen en in de categorie gevel. Schüco behaalde zilver in de categorie deuren/poorten.[4]
- 2021: Red Dot Design Award in de categorie Brands & Communication Design voor het digitale evenementenplatform Innovation Now

Daarnaast hebben producten meerdere malen de German Design Award, iF Design Award, Architects' Darling Award en de Red Dot Award ontvangen.

## Sponsoring
In het verleden was Schüco betrokken bij de Formule 1. Daar was het sponsor van McLaren Racing. In 2008 werd het focus gelegd op golf.
Het bedrijf ondersteunt regionaal al jaren de voetbalclub DSC Arminia Bielefeld. In 2004 verwierf Schüco de naamgevingsrechten voor het stadion, dat sindsdien de SchücoArena heet. Sinds 2016 is Schüco ook shirtsponsor voor Arminia, ze waren dit ook al in 1988-1991 en 2010/11.

## Trivia
- Het nieuwe hoofdkantoor in Bielefeld, genaamd Schüco One, is het eerste gebouw ter wereld dat drie duurzaamheidskeurmerken ontving van de LEED, BREEAM en DGNB labels.[9]